# 高木村 (福岡県)
高木村（たかぎむら）は、福岡県朝倉郡にあった村。現在の朝倉市の一部。

## 地理
筑後川支流・佐田川上流域の山間に位置していた。

## 歴史

### 沿革
- 1889年（明治22年）4月1日 - 町村制の施行により、上座郡佐田村、黒川村が合併して村制施行し、高木村が発足[1][2]。
- 1896年（明治29年）4月1日 - 郡の統合により朝倉郡に所属[1][3]。
- 1955年（昭和30年）3月10日 - 甘木市編入され廃止[1][2]

### 地名の由来
氏神の社号による。

## 産業
主要産業は米、小麦などを主とする農業、林業。